# Кубланов, Яков Вениаминович
Яков Вениаминович Кубланов (1894—1944) — советский хозяйственный деятель, директор Ленинградской швейной фабрики им. Володарского (1929—1932).
Родился в 1894 году в семье сапожника. Член РКП(б) с 1924 года.
До революции работал по найму в Великих Луках, Киеве и Петрограде. В 1919—1921 гг. в Псковской губернии: член рабоче-крестьянской инспекции крайисполкома, инструктор по красноармейским хозяйствам, заведующий народным домом.
С 1922 г. на Ленинградской швейной фабрике им. Володарского: с 1924 г. заместитель заведующего и заведующий закройным цехом, заведующий производством, заместитель директора, с 1929 г. директор.
Под его руководством всё производство переведено на конвейерную систему, на важнейших участках установлена механическая передача сырья, полуфабрикатов и готовых изделий, полностью механизирован закрой. Фабрика выполнила первую пятилетку в 2 с половиной года.
Награждён орденом Трудового Красного Знамени (1931).
С 1932 г. работал в наркомате лёгкой промышленности. В 1934 г. упоминается как начальник Главного управления швейной промышленности.
Умер в 1944 году, похоронен в Москве на Новодевичьем кладбище.